# Topicidade
Em estereoquímica, topicidade é a relação entre grupos de átomos substituintes e a estrutura à qual estes se ligam. Dependendo da relação de ligação entre os atômos, os grupos podem ser heterotópicos, homotópicos ou diastereotópicos.